# بنيامين كورنيي
بنيامين كورنيي (6 أبريل 1987 في فرنسا - ) (بالفرنسية: Benjamin Corgnet)‏ هو لاعب كرة قدم فرنسي في مركز الوسط. لعب مع نادي ديجون ونادي سانت إتيان ونادي لوريان وGOAL FC ‏.

## وصلات خارجية
- بنيامين كورنيي على موقع الاتحاد الأوربي (الإنجليزية)
- بنيامين كورنيي على موقع رابطة كرة القدم الفرنسية للمحترفين (الإنجليزية)
- بنيامين كورنيي على موقع قاعدة بيانات كرة القدم.إي يو (الإنجليزية)
- بنيامين كورنيي على موقع ليكيب (الفرنسية)
- بنيامين كورنيي على موقع Soccerway.com (الإنجليزية)
- بنيامين كورنيي على موقع عالم كرة القدم.نت (الإنجليزية)
- بنيامين كورنيي على موقع AS.com (الإسبانية)